# Wimbledon 1991
De 105e editie van het Britse grandslamtoernooi, Wimbledon 1991, werd gehouden van maandag 24 juni tot en met zondag 7 juli 1991. Voor de vrouwen was het de 98e editie van het graskampioenschap. Het toernooi werd gespeeld bij de All England Lawn Tennis and Croquet Club in de wijk Wimbledon van de Britse hoofdstad Londen.
Door aanhoudende regenval in de eerste week konden veel wedstrijden niet gespeeld worden. Voor de eerste keer in de Wimbledongeschiedenis werd hierdoor op Middle Sunday gespeeld. Traditioneel werd op er de middelste zondag niet gespeeld.
Het toernooi van 1991 trok 378.411 toeschouwers.

## Belangrijkste uitslagen
Mannenenkelspel

Finale: Michael Stich (Duitsland) won van Boris Becker (Duitsland) met 6-4, 7-6, 6-4
Vrouwenenkelspel

Finale: Steffi Graf (Duitsland) won van Gabriela Sabatini (Argentinië) met 6-4, 3-6, 8-6
Mannendubbelspel

Finale: John Fitzgerald (Australië) en Anders Järryd (Zweden) wonnen van Javier Frana (Argentinië) en Leonardo Lavalle (Mexico) met 6-3, 6-4, 6-7, 6-1
Vrouwendubbelspel

Finale: Larisa Savtsjenko (Sovjet-Unie) en Natallja Zverava (Sovjet-Unie) wonnen van Gigi Fernández (Verenigde Staten) en Jana Novotná (Tsjecho-Slowakije) met 6-3, 3-6, 6-4
Gemengd dubbelspel

Finale: Elizabeth Smylie (Australië) en John Fitzgerald (Australië) wonnen van Natallja Zverava (Sovjet-Unie) en Jim Pugh (Verenigde Staten) met 7-6, 6-2
Meisjesenkelspel

Finale: Barbara Rittner (Duitsland) won van Jelena Makarova (Sovjet-Unie) met 6-7, 6-2, 6-3
Meisjesdubbelspel

Finale: Catherine Barclay (Australië) en Limor Zaltz (Israël) wonnen van Joanne Limmer (Australië) en Angie Woolcock (Australië) met 6-4, 6-4
Jongensenkelspel

Finale: Thomas Enqvist (Zweden) won van Michael Joyce (Verenigde Staten) met 6-4, 6-3
Jongensdubbelspel

Finale: Karim Alami (Marokko) en Greg Rusedski (Canada) wonnen van John-Laffnie de Jager (Zuid-Afrika) en Andrej Medvedev (Sovjet-Unie) met 1-6, 7-6, 6-4

## Toeschouwersaantallen en bezoekerscapaciteit
|           |        | Eerste week |         | Tweede week |
| --------- | ------ | ----------- | ------- | ----------- |
| Maandag   |        | 26.089      |         | 31.583      |
| Dinsdag   | 25.381 | 29.528      |         |             |
| Woensdag  | 29.972 | 29.341      |         |             |
| Donderdag | 27.704 | 27.287      |         |             |
| Vrijdag   | 31.858 | 22.944      |         |             |
| Zaterdag  | 30.543 | 20.301      |         |             |
| Zondag    | 24.894 | 20.986      |         |             |
| Totaal    |        | 378.411     | 378.411 | 378.411     |

|  | = slecht weer (meer dan twee uur niet gespeeld) |
|  | = gehele dag niet gespeeld, vanwege de regen    |

| Baan                           | Zitplaatsen                    | Staanplaatsen                  |                                | Baan                           | Zitplaatsen |
| ------------------------------ | ------------------------------ | ------------------------------ | ------------------------------ | ------------------------------ | ----------- |
| Centre Court                   | 13.109                         | –                              |                                | Court No. 9                    | –           |
| Court No. 1                    | 6.508                          | 1.000                          | Court No. 10                   | –                              |             |
| Court No. 2                    | 2.226                          | 1.000                          | Court No. 11                   | 162                            |             |
| Court No. 3                    | 800                            | –                              | Court No. 12                   | –                              |             |
| Court No. 4                    | –                              | –                              | Court No. 13                   | 1.604                          |             |
| Court No. 5                    | –                              | –                              | Court No. 14                   | 1.814                          |             |
| Court No. 6                    | 250                            | –                              | Court No. 15                   | –                              |             |
| Court No. 7                    | 250                            | –                              | Court No. 16                   | –                              |             |
| Court No. 8                    | –                              | –                              | Court No. 17                   | 180                            |             |
| Totaal zitplaatsen             | Totaal zitplaatsen             | Totaal zitplaatsen             | Totaal zitplaatsen             | Totaal zitplaatsen             | 26.903      |
| Totaal staanplaatsen           | Totaal staanplaatsen           | Totaal staanplaatsen           | Totaal staanplaatsen           | Totaal staanplaatsen           | 2.000       |
|                                |                                |                                |                                |                                |             |
| Bezoekerscapaciteit tennispark | Bezoekerscapaciteit tennispark | Bezoekerscapaciteit tennispark | Bezoekerscapaciteit tennispark | Bezoekerscapaciteit tennispark | 28.000      |

1877 · 1878 · 1879 · 1880 · 1881 · 1882 · 1883 · 1884 · 1885 · 1886 · 1887 · 1888 · 1889 · 1890 · 1891 · 1892 · 1893 · 1894 · 1895 · 1896 · 1897 · 1898 · 1899 · 1900 · 1901 · 1902 · 1903 · 1904 · 1905 · 1906 · 1907 · 1908 · 1909 · 1910 · 1911 · 1912 · 1913 · 1914 · 1915–1918 · 1919 · 1920 · 1921 · 1922 · 1923 · 1924 · 1925 · 1926 · 1927 · 1928 · 1929 · 1930 · 1931 · 1932 · 1933 · 1934 · 1935 · 1936 · 1937 · 1938 · 1939 · 1940–1945 · 1946 · 1947 · 1948 · 1949 · 1950 · 1951 · 1952 · 1953 · 1954 · 1955 · 1956 · 1957 · 1958 · 1959 · 1960 · 1961 · 1962 · 1963 · 1964 · 1965 · 1966 · 1967
↓ open tijdperk ↓
1968 (m-v-md-vd-gd) · 1969 (m-v-md-vd-gd) · 1970 (m-v-md-vd-gd) · 1971 (m-v-md-vd-gd) · 1972 (m-v-md-vd-gd) · 1973 (m-v-md-vd-gd) · 1974 (m-v-md-vd-gd) · 1975 (m-v-md-vd-gd) · 1976 (m-v-md-vd-gd) · 1977 (m-v-md-vd-gd) · 1978 (m-v-md-vd-gd) · 1979 (m-v-md-vd-gd) · 1980 (m-v-md-vd-gd) · 1981 (m-v-md-vd-gd) · 1982 (m-v-md-vd-gd) · 1983 (m-v-md-vd-gd) · 1984 (m-v-md-vd-gd) · 1985 (m-v-md-vd-gd) · 1986 (m-v-md-vd-gd) · 1987 (m-v-md-vd-gd) · 1988 (m-v-md-vd-gd) · 1989 (m-v-md-vd-gd) · 1990 (m-v-md-vd-gd) · 1991 (m-v-md-vd-gd) · 1992 (m-v-md-vd-gd) · 1993 (m-v-md-vd-gd) · 1994 (m-v-md-vd-gd) · 1995 (m-v-md-vd-gd) · 1996 (m-v-md-vd-gd) · 1997 (m-v-md-vd-gd) · 1998 (m-v-md-vd-gd) · 1999 (m-v-md-vd-gd) · 2000 (m-v-md-vd-gd) · 2001 (m-v-md-vd-gd) · 2002 (m-v-md-vd-gd) · 2003 (m-v-md-vd-gd) · 2004 (m-v-md-vd-gd) · 2005 (m-v-md-vd-gd) · 2006 (m-v-md-vd-gd) · 2007 (m-v-md-vd-gd) · 2008 (m-v-md-vd-gd) · 2009 (m-v-md-vd-gd) · 2010 (m-v-md-vd-gd) · 2011 (m-v-md-vd-gd) · 2012 (m-v-md-vd-gd) · 2013 (m-v-md-vd-gd) · 2014 (m-v-md-vd-gd) · 2015 (m-v-md-vd-gd) · 2016 (m-v-md-vd-gd) · 2017 (m-v-md-vd-gd) · 2018 (m-v-md-vd-gd) · 2019 (m-v-md-vd-gd) · 2020 · 2021 (m-v-md-vd-gd) · 2022 (m-v-md-vd-gd) · 2023 (m-v-md-vd-gd) · 2024 (m-v-md-vd-gd)
Lijst van Wimbledonwinnaars · Toernooien per editie